# Sebastián Cejas
Christián Sebastián Cejas (Gualeguay, Entre Ríos, 21 de abril de 1975) es un exfutbolista y actual entrenador argentino. Jugaba como arquero. Actualmente dirige a Douglas Haig del Torneo Federal A.

## Trayectoria
Comenzó su carrera en 1994 en su país de nacimiento, donde jugó 170 partidos e hizo siete goles por el Newell's Old Boys. Desde ese equipo fue transferido a la AS Roma en el 2001. A pesar de ser el guardameta titular de Newell's, en la Roma solo jugó un partido por el primer equipo. Cejas fue enviado a préstamo al AC Siena de la Serie B italiana, donde jugó los últimos diecisiete partidos de la temporada. Luego volvió a la Roma sólo para ser transferido nuevamente, esta vez al Ascoli Calcio, también de la Serie B. En el Ascoli jugó 35 partidos y marcó un gol.
Cejas fue entonces transferido a otro club de la Serie B, la Fiorentina. Antes de su llegada al equipo, la Fiorentina había subido desde la Serie C2 a la Serie C1. Sin embargo, gracias al Caso Catania, la Fiorentina subiría a la Serie B. Cejas ayudó al equipo a volver a la Serie A. Jugó 52 partidos antes de que fuera transferido al Empoli FC.
El 25 de enero de 2006, Fiorentina compró al portero Gianluca Berti del Empoli, en cambio por Cejas. Sin embargo, jugó sólo seis partidos con el Empoli antes de que terminara su contrato.
Después de que Colo-Colo ganara el Campeonato de Apertura 2006 en Chile, su portero Claudio Bravo fue transferido a la Real Sociedad, dejando al equipo sin guardameta. Fue entonces cuando Colo-Colo contrató a Cejas, siendo titular frecuentemente con el primer equipo en la campaña de Colo-Colo, en donde los albos fueron campeones chilenos y subcampeones en la Copa Sudamericana 2006.
El primer semestre del 2007 continuó en Colo Colo, donde su equipo obtuvo el Torneo de Apertura y el segundo tricampeonato en la historia del club. Posteriormente, debido a sus altas pretensiones económicas - que no fueron acogidas por lo regentes de Blanco y Negro - no fue posible su renovación de contrato y en su lugar se contrató al meta Cristian Muñoz de Huachipato. 
Se convirtió oficialmente en la tarde del jueves 5 de julio de 2007, en el segundo refuerzo de Gimnasia y Esgrima La Plata de cara al comienzo del Torneo Apertura argentino, tras firmar el contrato que lo ligará con el club hasta junio de 2009.
"Llegó a un grupo que tiene ambiciones de pelear cosas importantes. Y eso me ilusiona", dijo el ex meta de Colo Colo en declaraciones al diario argentino El Día.
Sin embargo al cambiar la dirigencia no es tenido en cuenta por los mismos y llegan a un acuerdo económico donde las dos partes conformes deciden la rescisión del contrato.
Tras haber rescindido el contrato con Gimnasia al finalizar el Apertura 2007, se encuentra libre buscando un nuevo equipo. Sin embargo, regresa en Italia en el mes de febrero de 2009 y debuta en su nuevo equipo el 17 de marzo de 2009 en el encuentro Pisa-Empoli, sucediendo de cambio al lesionado Davide Morello. El 13 de julio de 2010 dijo: "Jugaría en Colo-Colo aunque no me paguen mucho". 
A términos del año 2010 decide terminar su gran carrera futbolística.

## Clubes

### Como jugador
| Club                        | País      | Año       |
| --------------------------- | --------- | --------- |
| Newell's Old Boys           | Argentina | 1994-2001 |
| Roma                        | Italia    | 2001      |
| Siena                       | Italia    | 2001      |
| Ascoli Calcio               | Italia    | 2002      |
| Fiorentina                  | Italia    | 2003-2006 |
| Colo-Colo                   | Chile     | 2006-2007 |
| Gimnasia y Esgrima La Plata | Argentina | 2007      |
| Pisa Calcio                 | Italia    | 2009      |
| Chacarita                   | Argentina | 2009-2010 |

### Como mánager
| Club              | País      | Año       |
| ----------------- | --------- | --------- |
| Newell's Old Boys | Argentina | 2013-2014 |

### Como entrenador
| Club                                   | País      | Año           |
| -------------------------------------- | --------- | ------------- |
| Newell's Old Boys (Segundo entrenador) | Argentina | 2015-2016     |
| Vélez Sarsfield (Segundo entrenador)   | Argentina | 2018-2020     |
| Ramón Santamarina                      | Argentina | 2022          |
| Sportivo Las Parejas                   | Argentina | 2024-presente |

## Estadísticas como entrenador
| Equipo                         | Torneo               | Temporada            | Estadísticas | Estadísticas | Estadísticas | Estadísticas | Estadísticas | Estadísticas | Estadísticas | Estadísticas | % Efect. |
| Equipo                         | Torneo               | Temporada            | PD           | G            | E            | P            | GF           | GC           | DG           | Puntos       | % Efect. |
| ------------------------------ | -------------------- | -------------------- | ------------ | ------------ | ------------ | ------------ | ------------ | ------------ | ------------ | ------------ | -------- |
| Ramón Santamarina Argentina    | Primera Nacional     | 2022                 | 8            | 1            | 2            | 5            | 8            | 12           | -4           | 5/24         | 20.83%   |
| Ramón Santamarina Argentina    | Total                | Total                | 8            | 1            | 2            | 5            | 8            | 12           | -4           | 5/24         | 20.83%   |
| Sportivo Las Parejas Argentina | Copa Argentina       | 2024                 | 1            | 0            | 0            | 1            | 1            | 2            | -1           | 0/3          | 0%       |
| Sportivo Las Parejas Argentina | Federal A            | 2024                 | 26           | 9            | 6            | 11           | 29           | 28           | +1           | 33/78        | 42.31%   |
| Sportivo Las Parejas Argentina | Total                | Total                | 27           | 9            | 6            | 12           | 30           | 30           | 0            | 33/81        | 40.74%   |
| Total en sus equipos           | Total en sus equipos | Total en sus equipos | 35           | 10           | 8            | 17           | 38           | 42           | -5           | 38/105       | 36.19%   |

## Palmarés

### Como jugador

#### Campeonatos nacionales
| Título           | Club      | País  | Año    |
| ---------------- | --------- | ----- | ------ |
| Primera División | Colo-Colo | Chile | 2006-C |
| Primera División | Colo-Colo | Chile | 2007-A |

#### Otros logros
| Logro             | Club           | País   | Año     |
| ----------------- | -------------- | ------ | ------- |
| Ascenso a Serie A | ACF Fiorentina | Italia | 2003-04 |

- Subcampeón de la Copa Sudamericana 2006 con Colo-Colo